# 托尔·阿尔内·赫特兰
托尔·阿尔内·赫特兰（挪威語：Tor Arne Hetland，1974年1月12日—），挪威男子越野滑雪运动员。他曾代表挪威参加1998年、2002年和2006年冬季奥林匹克运动会越野滑雪比赛，获得一枚金牌和一枚银牌。